# Enana de la Osa Mayor III
La Enana de la Osa Mayor III (UMa III) es una galaxia enana esferoidal que orbita la galaxia de Vía Láctea, la más pequeña y débil nunca descubierta. Fue encontrado mediante el instrumento de campo profundo y amplio Ultraviolet Near Infrared Optical Northern Survey (UNIONS), una colaboración entre el Observatorio de Canadá, Francia, Hawái y Pan-STARRS (dos observatorios en Hawái), con datos adicionales proporcionados por el Deep Imaging Multi-Object Spectrograph (DEIMOS) del Observatorio Keck, que tiene 64 megapíxeles de resolución.
El descubrimiento de la Osa Mayor III se anunció en noviembre de 2023, con un artículo que apareció en The Astrophysical Journal en enero de 2024. Contiene una población estelar pobre en metal, que indica una edad extrema de 11 millardos de años. Situado a unos 32 600 años luz de distancia, tiene un diámetro de sólo 19,6 años luz y se cree que contiene sólo unas 60 estrellas. Combinado con su magnitud absoluta de sólo +2,2, esto lo convierte con diferencia en el satélite más tenue de la Vía Láctea, y sólo tan brillante como Altair. Esta magnitud absoluta corresponde a una masa estelar de 16 M☉.
Se prevé que la Osa Mayor III tenga una ratio masa-luz de unos 6 500. Sin embargo, esto se convierte en sólo 1 900 con la eliminación de una de las estrellas que se sospecha que forma parte de la galaxia. Este valor muy alto indica la presencia de un halo masivo de materia oscura, que indica que la Osa Mayor III es una verdadera galaxia enana, aunque con una masa estelar extremadamente baja. La luminosidad total del Mayor III es aproximadamente 11.4 L☉ de su masa total probablemente, que es sólo aproximadamente 74 000 M☉, que la convertiría en una de las galaxias menos masivas conocidas.